# یاسوکو کونو
یاسوکو کونو (انگلیسی: Yasuko Konno) یک بازیکن تنیس روی میز اهل ژاپن است که در مسابقات کشوری و بین‌المللی در مجموع برنده ۲ مدال طلا و ۱ مدال برنز شده‌است.